# Vấp
Vấp hay Vắp (danh pháp khoa học: Mesua ferrea) là một loài cây trong họ Cồng (Calophyllaceae), thường được trồng làm cây cảnh. 
Đây là loài bản địa những vùng ẩm ướt của Sri Lanka, Ấn Độ, nam Nepal, Myanmar, Thái Lan, Đông Dương, Philippines, Malaysia và Sumatra. Chúng hay sống trong rừng thường xanh, nhất là cạnh các thung lũng sông. Ở đông Himalaya và Ghat Tây của Ấn Độ chúng mọc ở độ cao đến 1.500 m (4.900 ft), còn ở Sri Lanka thì đến 1.000 m (3.300 ft). Vấp là quốc thụ của Sri Lanka còn hoa vấp là hoa biểu tượng của bang Tripura. Trong Phật giáo thì đây là một cây thiêng, tiếng Phạn gọi là Nāgapuṣpa, nghĩa là cây Long Hoa (龍華樹 lónghuā shù/Long Hoa thụ) với điển tích Hội Long Hoa.

## Trong địa danh
Cây vấp có trong tên của quận Gò Vấp, Thành phố Hồ Chí Minh.

## Hình ảnh

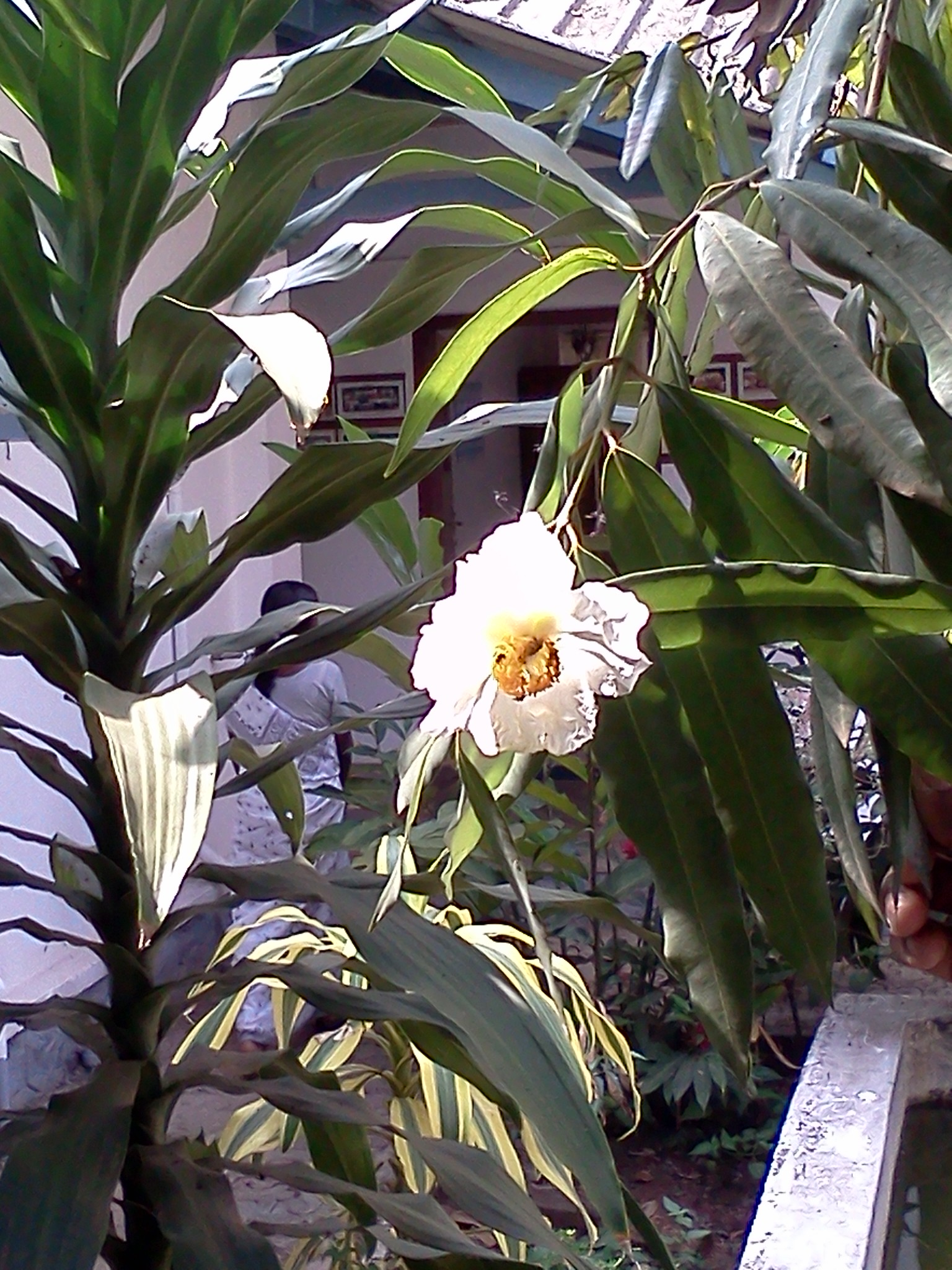
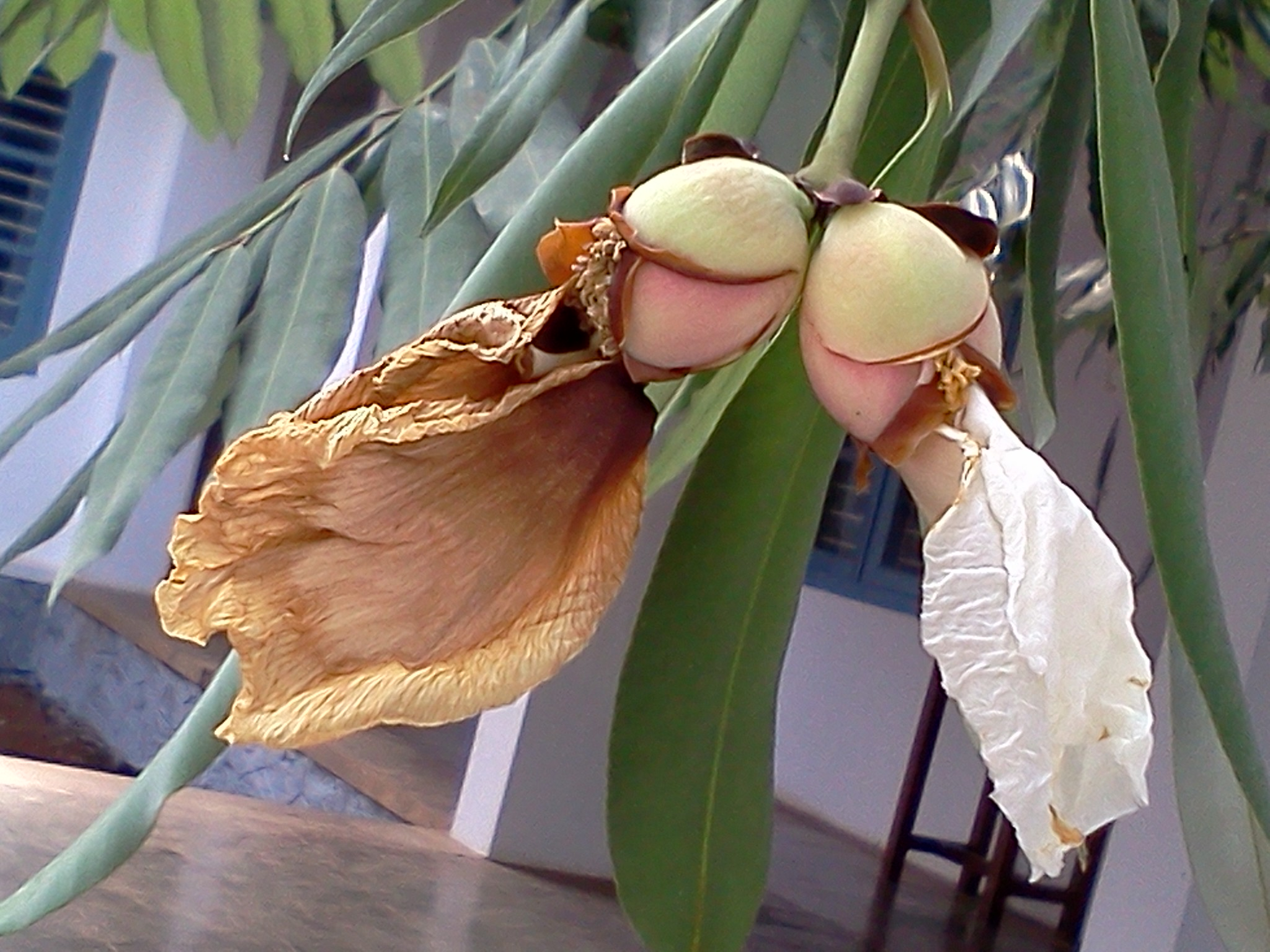
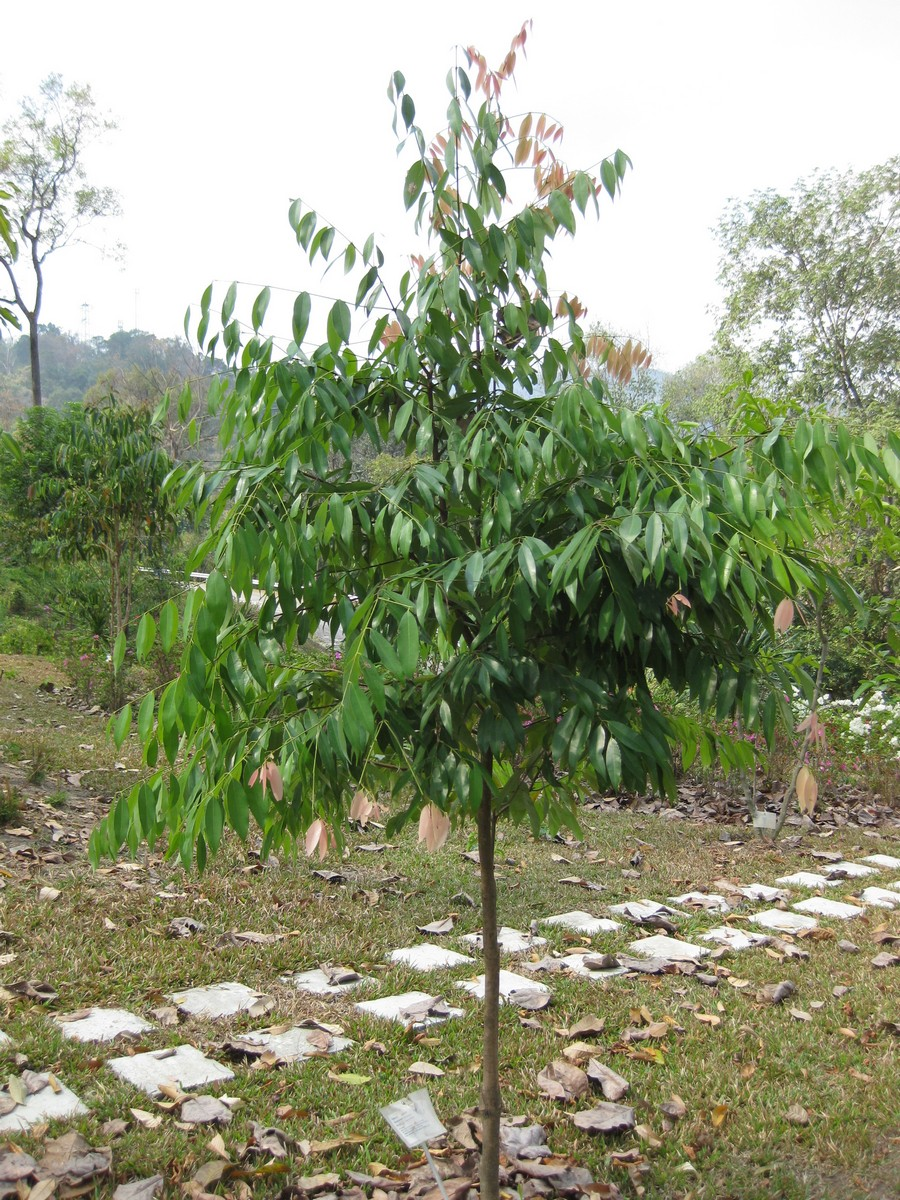
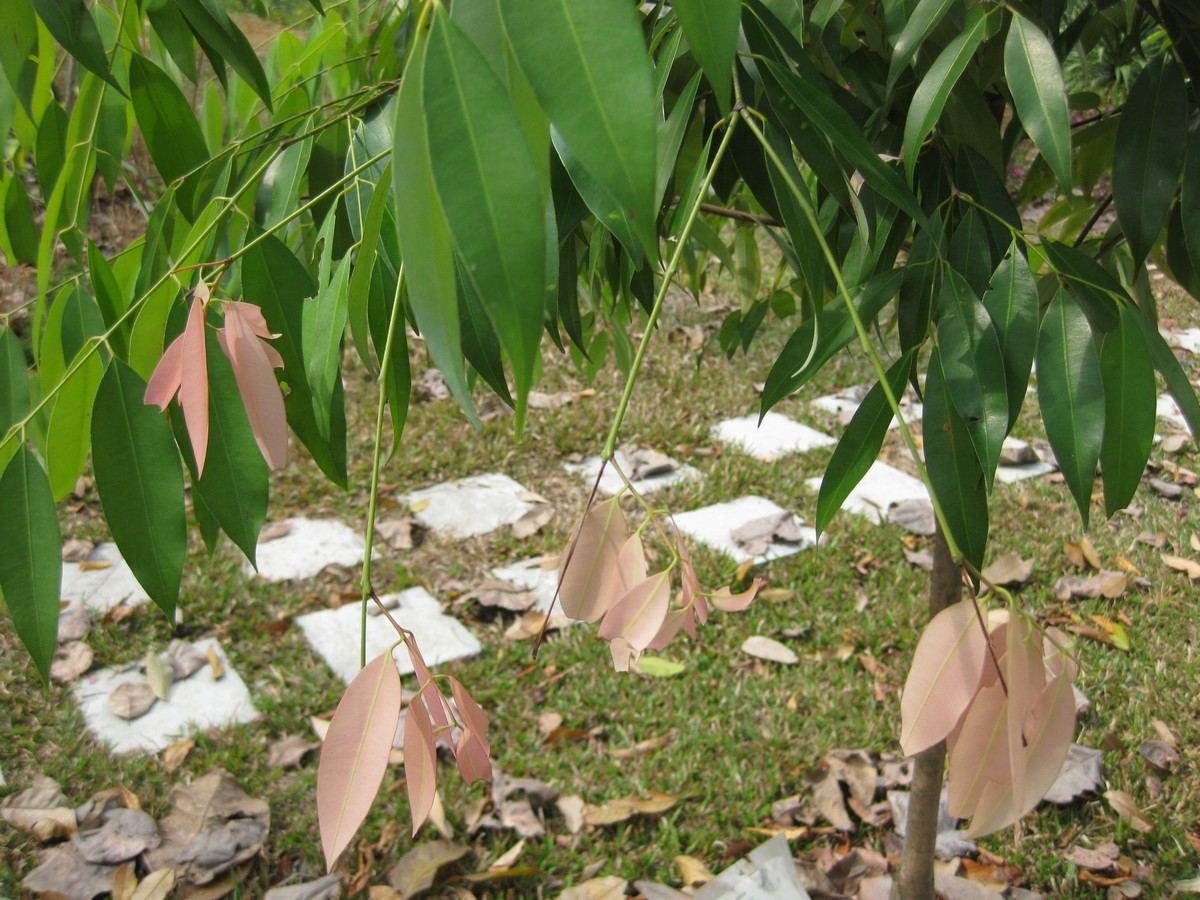